# Anagenese
Anagenese, ook wel "fyletische verandering", is de evolutie van soorten waarbij een populatie in haar geheel evolueert. Het dient niet verward te worden met cladogenese, waarbij uit één soort een tweede soort evolueert, en er uiteindelijk dus twee soorten naast elkaar bestaan.

## Mechanisme
Wanneer er voldoende mutaties in het genoom binnen een soort hebben plaatsgevonden, en wanneer deze mutaties stabiel blijven binnen die populatie, met als gevolg dat er een significante differentiatie ten opzichte van de oorspronkelijke soort waar te nemen is, kan er een nieuwe soort worden toegewezen. Om over anagenese te kunnen spreken is het belangrijk dat de gehele populatie één of meer verschillen vertoont ten opzichte van de voorgaande soort. De voorgaande soort kan dus als uitgestorven worden beschouwd. Een serie van zulke soorten wordt ook wel een lineaire afstamming genoemd.
Door bovenstaande definitie is het te begrijpen hoe er controverses kunnen ontstaan tussen taxonomen als de verschillen niet significant genoeg zijn om een nieuwe soortenclassificatie te rechtvaardigen.

## Overig
De wetenschapsfilosoof Marc Ereshefsky betoogt dat het benoemen van parafyletische taxa het gevolg is van anagenese. Bijvoorbeeld vogels zijn in de loop van de evolutionaire geschiedenis in bouw sterk gaan verschillen van hagedissen en krokodillen, waardoor in de evolutionaire taxonomie vogels gescheiden van hagedissen en krokodillen werden geclassificeerd. Hagedissen en krokodillen werden namelijk gegroepeerd onder de reptielen, hoewel in feite krokodillen nauwer aan de vogels verwant zijn.
Met betrekking tot sociale evolutie, is gesuggereerd dat sociale anagenese kan worden gezien als universeel of als algemeen verspreide sociale innovatie die de complexiteit, het aanpassingsvermogen, de integriteit, en de verbondenheid van sociale systemen verhoogt.